# Пасічник Ігор Демидович
І́гор Деми́дович Па́січник  (19 жовтня 1946 р., с. Глинки Рівненського району Рівненської області, Українська РСР) — український науковий діяч, Ректор-організатор (1994-2024), Президент Національного університету «Острозька академія» (1994—2024), кандидат наук, доктор психологічних наук, професор кафедри психології, заслужений працівник освіти України, ветеран праці. Герой України (2009), лауреат Державної премії України в галузі архітектури (2006).

## Життєпис
Народився 19 жовтня 1946 в селі Глинки Рівненського району Рівненської області.
У 1971 р. закінчив Рівненський педагогічний інститут за спеціальністю «математика», в якому працював у 1976—1994 рр. У 1994 році захистив докторську дисертацію на тему: «Психологія операційних структур мислительної діяльності».

## Трудова діяльнісь
З вересня 1971 по листопад 1976 року — старший інженер, старший науковий співробітник, завідувач лабораторії Українського інституту інженерів водного господарства.
З листопада 1976 по червень 1994 року — викладач, старший викладач, доцент, професор, декан факультету педагогіки та методики початкового навчання Рівненського державного педагогічного інституту.
Кульмінаційний етап його кар'єри розпочався в 1994 році із відродження Острозької академії.
З червня 1994 по червень 1996 року — ректор Острозького вищого колегіуму.
З червня 1996 ректор Острозької академії (з січня 2000 року — Університет «Острозька академія»; з вересня 2000 року — Національний університет «Острозька академія»). Очолював цей заклад до травня 2024 року.
Професор катедри психолого-педагогічних дисциплін (з 1999).
Член Державної акредитаційної комісії України; експерт Вищої атестаційної комісії (ВАК) України (з 1999).
Член кількох громадських організацій: Української академії економічної кібернетики та АН ВШ України.

## Науковий доробок
Автор багатьох наукових праць в галузі вікової, юридичної та економічної психології, монографій, зокрема «Психологія формування навчальних дій в процесі систематизації математичного матеріалу» (1991) та «Психологія поетапного формування операційних структур систематизації» (1997), «Операційні структури систематизації в процесі засвоєння шкільного курсу математики» (1990), «Психолого-дидактичні особливості систематизації математичних понять» (1991), «Мислительна діяльність учнів на уроках математики» (1992)..

## Нагороди
- Звання Герой України з врученням ордена Держави (19 серпня 2009) — за визначні особисті заслуги перед Україною у збереженні та примноженні національної освітянської спадщини[4]
- Орден князя Ярослава Мудрого IV ст. (22 червня 2007)[5], V ст. (28 листопада 2006)[6]
- Заслужений працівник освіти України (25 вересня 1998)[7] — за вагомі досягнення в праці, високий професіоналізм.
- Державна премія України в галузі архітектури 2006 року — за реалізацію етапу відродження Національного університету «Острозька академія» в місті Острозі Рівненської області (у складі колективу)[8]
- Відзнака Президента України — ювілейна медаль «25 років незалежності України» (2016).[9]